# ENtokozweni
eNtokozweni (bis 4. Quartal 2009 Machadodorp) ist eine Stadt in der südafrikanischen Provinz Mpumalanga. 2011 hatte die Stadt 8.835 Einwohner.

## Geographie
Die Kleinstadt eNtokozweni liegt in gebirgiger Gegend, den Mpumalanga Highlands Meander. Durch den Ort fließt der Elands River. „eNtokozweni“ ist ein Wort aus der Sprache der Nguni und bezeichnet einen Ort der Freude und der Unterstützung für ein Kind, das gerade seine ersten Versuche zur Fortbewegung unternimmt.
Für den Straßenverkehr ist die Nationalstraße N4 die wichtigste Verkehrsanbindung. In Richtung Westen gelangt man auf ihr nach Pretoria und nach Osten bis zur mosambikanischen Grenze. Die Bahnstrecke Pretoria–Maputo verbindet die Ballungsräume von Pretoria und Johannesburg über eNtokozweni und die Grenzstadt Komatipoort mit Maputo. Die Regionalstraße R36 führt nach Süden bis Ermelo und nach Norden in die Provinz Limpopo. Mit der R541 gelangt man bei Lochiel zur Nationalstraße N17, unweit der Grenze von Eswatini.
Ein aktuelles Problem besteht in der ausreichenden Bereitstellung von Trinkwasser für die Bevölkerung, das Ende 2012 prekär wurde. Besonders betroffen sind davon die Townshipsiedlungen Msogwaba, KaBokweni, Lehau und KaNyamazane.

## Wirtschaft
Der südafrikanische Bergbaukonzern African Rainbow Minerals betreibt nahe der Stadt gemeinsam mit Assore Ltd. den Assmang-Verhüttungsbetrieb, die Machadodorp Ferrochrome Works. Die Exportprodukte werden hauptsächlich über den Hafen Maputo verschifft. Das Werk zur Verhüttung von Ferrochrom-Produkten wurde 1971 durch Feralloys Limited errichtet. Seit 2010 fertigt man hier im Machadodorp Ferromanganese Works auch manganlegierte Stähle.

## Geschichte
Machadodorp errichtete man 1894 auf der ehemaligen Farm Geluk („Freude“) und benannte sie nach Joaquim José Machado. Dieser war ein Militäringenieur aus Portugal, der frühe Streckenerkundungsarbeiten für die spätere Eisenbahnroute zwischen Pretoria und der Delagoa-Bucht durchführte.
 Die Ortsgründung fiel mit der Eröffnung der Eisenbahnstation am 10. Juli 1894 zusammen.
Während des Zweiten Burenkriegs (1899–1902) erklärte Paul Kruger den Ort zur letzten Hauptstadt der unabhängigen Burenrepubliken.
1971 entstand in Machadodorp ein Stahlwerk.

## Sehenswürdigkeiten
- Bekanntheit erlangte eine nahe der Stadt austretende radioaktive Thermalquelle mit signifikantem Schwefelgehalt, der man Heilwirkungen nachsagt.[2]
- Auf den Hügeln in der Umgebung befinden sich tausende von historischen Steinwällen, die beKoni-Ruinen. Sie werden von Archäologen als Zeugnisse der vorkolonialen Besiedlung betrachtet.[12]
- Ein Friedhof für Gefallene aus dem Burenkrieg befindet sich am Stadtrand.[10]
- Der Fischfang durch Freizeitangler ist in den umliegenden Gewässern eine beliebte Sportart.[10]
- Zugfahrten mit Dampflokomotiven werden zum Nachbarort Waterval Boven angeboten.[10]
- Die Landschaft der Mpumalanga Highlands Meander ist ein regionales Wandergebiet.[13]